# Regierung De Valera VIII
Die Regierung De Valera VIII war die dritte Regierung der Republik Irland, sie amtierte vom 1. Juli 1943 bis zum 7. Juni 1944.
Bei der Parlamentswahl am 23. Juni 1943 verlor die seit 1932 regierende Fianna Fáil (FF) ihre absolute Mehrheit, blieb aber mit 67 von 138 Sitzen stärkste Partei. Éamon de Valera wurde am 1. Juli 1943 mit 67 gegen 37 Stimmen vom Dáil Éireann (Unterhaus des irischen Parlaments) zum Taoiseach (Ministerpräsident) gewählt und vom Staatspräsidenten Douglas Hyde ernannt.
Die Minister wurden am Folgetag vom Dáil gewählt. Die Regierung bestand nur aus Mitgliedern der Fianna Fáil.
Bei der vorgezogenen Parlamentswahl am 30. Mai 1944 gewann Fianna Fáil die absolute Mehrheit zurück.

## Zusammensetzung
| Minister                                                                                        | Minister         | Minister | Minister      | Minister | Minister     |
| Amt                                                                                             | Name             | Partei   | Amtszeit      | Amtszeit | Amtszeit     |
| ----------------------------------------------------------------------------------------------- | ---------------- | -------- | ------------- | -------- | ------------ |
| Taoiseach (Ministerpräsident)                                                                   | Éamon de Valera  | FF       | 1. Juli 1943  | –        | 9. Juni 1944 |
| Tánaiste (Vizeministerpräsident)                                                                | Seán Ó Ceallaigh | FF       | 2. Juli 1943  | –        | 9. Juni 1944 |
| Außenminister                                                                                   | Éamon de Valera  | FF       | 1. Juli 1943  | –        | 9. Juni 1944 |
| Bildungsminister                                                                                | Thomas Derrig    | FF       | 2. Juli 1943  | –        | 9. Juni 1944 |
| Finanzminister                                                                                  | Seán Ó Ceallaigh | FF       | 2. Juli 1943  | –        | 9. Juni 1944 |
| Minister für Industrie und Handel                                                               | Seán Lemass      | FF       | 2. Juli 1943  | –        | 9. Juni 1944 |
| Justizminister                                                                                  | Gerald Boland    | FF       | 2. Juli 1943  | –        | 9. Juni 1944 |
| Minister für die Koordinierung der Verteidigungsangelegenheiten                                 | Frank Aiken      | FF       | 2. Juli 1943  | –        | 9. Juni 1944 |
| Landminister                                                                                    | Seán Moylan      | FF       | 2. Juli 1943  | –        | 9. Juni 1944 |
| Landwirtschaftsminister                                                                         | James Ryan       | FF       | 2. Juli 1943  | –        | 9. Juni 1944 |
| Minister für lokale Verwaltung und Gesundheit                                                   | Seán MacEntee    | FF       | 2. Juli 1943  | –        | 9. Juni 1944 |
| Minister für Post und Telegraphie                                                               | Patrick Little   | FF       | 2. Juli 1943  | –        | 9. Juni 1944 |
| Minister für Versorgung                                                                         | Seán Lemass      | FF       | 2. Juli 1943  | –        | 9. Juni 1944 |
| Verteidigungsminister                                                                           | Oscar Traynor    | FF       | 2. Juli 1943  | –        | 9. Juni 1944 |
| Staatssekretäre                                                                                 |                  |          |               |          |              |
| Amt                                                                                             | Name             | Partei   | Amtszeit      | Amtszeit | Amtszeit     |
| Parlamentarischer Sekretär beim Taoiseach Parlamentarischer Sekretär beim Verteidigungsminister | Eamonn Kissane   | FF       | 2. Juli 1943  | –        | 9. Juni 1944 |
| Parlamentarischer Sekretär beim Finanzminister                                                  | Patrick Smith    | FF       | 2. Juli 1943  | –        | 9. Juni 1944 |
| Parlamentarischer Sekretär beim Minister für Industrie und Handel                               | Seán O’Grady     | FF       | 2. Juli 1943  | –        | 9. Juni 1944 |
| Parlamentarischer Sekretär beim Minister für lokale Verwaltung und Gesundheit                   | Francis Ward     | FF       | 2. Juli 1943  | –        | 9. Juni 1944 |
| Parlamentarischer Sekretär beim Minister für lokale Verwaltung und Gesundheit                   | Erskine Childers | FF       | 31. März 1944 | –        | 9. Juni 1944 |